# RVVH
RVVH is een Nederlandse amateurvoetbalvereniging uit de gemeente Ridderkerk op het eiland IJsselmonde. De club werd opgericht op 10 augustus 1918 en heeft blauw en wit als kleuren.

## Standaardelftal

### Competitie
Het standaardelftal behaalde zijn grootste succes met het landskampioenschap bij de zaterdagamateurs in het seizoen 1966/67. In het seizoen 1983/84 promoveerde RVVH opnieuw naar de Eerste klasse. Na degradatie in 1989 duurde het tot 2009 voor het weer op het hoogste amateurniveau terugkeerde, nu in de Hoofdklasse. In het seizoen 2009/10 werd de kwalificatie naar de nieuwe Topklasse gemist, en kwam de club weer op het een na hoogste niveau te spelen.
In het seizoen 2014/15 werd RVVH derde in de Hoofdklasse B. Ook werden ze periodekampioen waarmee ze zich kwalificeerden voor de nacompetitie om promitie naar de Topklasse. In de poule met Quick Boys en VV Spijkenisse werd er 2-2 gespeeld bij Quick Boys en won RVVH thuis met 3-0 van Spijkenisse. In de halve finale werd ACV Assen verslagen door uit met 2-3 te winnen en vervolgens thuis met 2-1. In de finale won RVVH met 3-1 van HSV Hoek waardoor RVVH promoveerde naar de Topklasse. RVVH eindigde in het eerste seizoen (2015/16) als hekkensluiter, en degradeerde direct weer naar de Hoofdklasse. In 2017/18 gevolgd met de degradatie naar de Eerste klasse, waar het sinds het seizoen 2018/19 uit komt in zaterdag 1B van het KNVB-district West-II.

### KNVB Beker
In 2012 bereikte RVVH de halve finale van de districtsbeker waarmee het team zich kwalificeerde voor de landelijke KNVB Beker in het seizoen 2012/13. In de tweede ronde speelde het thuis tegen FC Twente. In de 93e minuut maakten de bezoekers, op dat moment koploper in de Eredivisie, het enige doelpunt.
In het seizoen 2013/14 speelde RVVH opnieuw in het KNVB Beker-toernooi, ditmaal tegen Vitesse. RVVH kwam op een 1-0 voorsprong maar verloor met 1-3.
Dit schema laat de resultaten zien van RVVH tegen profclubs in de KNVB Beker.
| Seizoen | Ronde    | Wedstrijd             | Uitslag |
| ------- | -------- | --------------------- | ------- |
| 1988/89 | 1e ronde | RVVH - MVV Maastricht | 0-7     |
| 2012/13 | 1e ronde | RVVH - FC Twente      | 0-1     |
| 2013/14 | 2e ronde | RVVH - Vitesse        | 1-3     |

### Competitieresultaten zaterdag 1950–heden
| 3 4C |

| 1 4D |

| 5 3B |

| 3 3B |

| 8 3B |

| 5 3B |

| 5 3A |

|  |

|  |

|  |

|  |

| 5 3B |

| 2 3B |

| 6 3A |

| 3 3A |

| 1 3B |

| 5 2B |

| 1 2A |

| 6 2B |

| 5 2B |

| 11 2B |

| 2 2B |

| 4 2A |

| 1 2A |

| 9 1A |

| 5 1B |

| 7 1A |

| 10 1A |

| 3 1A |

| 8 1B |

| 7 1A |

| 14 1A |

| 2 2A |

| 10 2B |

| 1 2B |

| 12 1B |

| 9 1A |

| 6 1B |

| 9 1B |

| 14 1B |

| 5 2A |

| 4 2A |

| 3 2B |

| 5 2B |

| 3 2A |

| 4 2A |

| 3 2B |

| 3 1C |

| 4 1B |

| 6 1B |

| 10 1B |

| 1 2D |

| 3 1B |

| 6 1B |

| 7 1B |

| 2 1B |

| 8 1B |

| 11 1B |

| 1 2D |

| 6 1B |

| 11 A |

| 7 B |

| 4 B |

| 4 B |

| 2 B |

| 3 B |

| 16 |

| 11 A |

| 15 A |

| 10 1B |

| 9* 1B |

| 5* 1B |

| 3 1B |

| 2 1C |

| 11 B |

| 16 B |

- = Dit seizoen werd stopgezet vanwege de uitbraak van het coronavirus. Er werd voor dit seizoen geen officiële eindstand vastgesteld.

| Topklasse | Hoofdklasse/4e Divisie | Eerste klasse | Tweede klasse | Derde klasse | Vierde klasse |

In elke staaf van de grafiek staat van boven naar beneden vermeld: 
- Eindnotering

Dit is de positie die de club heeft bereikt in de competitie, zonder eventuele beslissings-, play-off- of nacompetitiewedstrijden die nodig zijn geweest om bijvoorbeeld de kampioen van de competitie te bepalen.
Indien een * achter het getal staat is de notering een tussenstand en kan het zijn dat de notering niet overeenkomt met de uiteindelijke eindstand van de competitie.
Staat er een - dan is het seizoen nog bezig en is er geen definitieve uitslag bekend.
Staat er xx op de positie van de notering, dan heeft de club vroegtijdig de competitie verlaten. Dit kan onder andere komen door terugtrekking van het team, faillissement van de club of door een uitgedeelde straf van de KNVB. In veel gevallen staat elders in het artikel de reden vermeld.
Staat er een ? dan is het resultaat uit het verleden onbekend, en is alleen de competitie of het niveau bekend van dat seizoen.
In de seizoenen 2019/20 en 2020/21 werd wegens de coronacrisis het amateurvoetbal afgebroken. Daardoor kennen deze staven geen eindklassering (middels -- weergegeven).
- Competitieniveau en afdelingsletter of Officiële eindstand Eredivisie
  - Competitieniveau en afdelingsletter

Hierbij geeft het getal het niveau weer, dat ook terug te vinden is in de legenda. De letter is de afdelingsaanduiding en wordt gebruikt wanneer er meer afdelingen zijn op hetzelfde niveau. De afdelingsletter is altijd een hoofdletter en wordt meestal zonder nummer gebruikt.
Voorbeeld: 2F is niveau 2e klasse competitie F.
Het competitieniveau en nummer wordt niet vermeld wanneer er slechts één competitie van dit niveau was.
  - Officiële eindstand Eredivisie (getal staat tussen haakjes vermeld)

Sinds de introductie van play-offwedstrijden voor Europees voetbal na afloop van de reguliere competitie in 2005/06, is de KNVB verplicht een eindstand van de Eredivisie door te geven aan de UEFA aan de hand van deze play-offwedstrijden.
Bij deze eindstand staan clubs die zich hebben gekwalificeerd voor Europees voetbal hoger dan clubs die zich niet wisten te kwalificeren. Indien er geen verschil was tussen de eindnotering en de officiële eindstand, staat dit getal niet vermeld.

- Onderafdeling

Hier staat afgekort de naam van de onderafdeling indien de club in dat jaar in een onderafdeling uitkwam. Tevens staat deze afkorting in de legenda en wordt gelinkt naar het artikel over deze onderafdeling. Deze afkorting wordt alleen vermeld wanneer de club in het verleden in verschillende onderafdelingen heeft gespeeld. Deze vermelding is in de staaf altijd in kleine letters. Deze onderafdelingen zijn na het seizoen 1995/96 afgeschaft. Heeft de club in slechts één onderafdeling gespeeld, dan is dit alleen terug te vinden in de legenda.
Onder de staaf staat het jaartal vermeld waarin het seizoen is afgesloten. 15 verwijst naar het seizoen 2014/15 of eventueel het seizoen 1914/15.
Wanneer een staaf leeg is, zijn deze gegevens niet bekend. Het kan ook zijn dat de club dat seizoen niet heeft meegespeeld op het hogere amateurniveau, vroegtijdig de competitie heeft verlaten of uit de competitie is gezet.

In het seizoen 1944/45 was er wegens de Tweede Wereldoorlog geen regulier competitievoetbal.

## Vrouwenvoetbal
Het eerste vrouwenvoetbalelftal speelde in de seizoenen 2005/06-2010/11 in de Hoofdklasse en vervolgens in 2011/12, 2016/17 en 2018/19-2021/22 in de Topklasse op het hoogste amateurniveau. Van 2012/13-2015/16 en in 2017/18 en 2022/23 kwam het in de Hoofdklasse op het tweede amateurniveau uit, waaruit het in het laatste seizoen degradeerde. In 2023/24 werd het eerste vrouwenelftal samengevoegd met Sparta AV tot SVO RVVH/Sparta RV&AV, waardoor RVVH niet meer met een eigen eerste vrouwenelftal aan een competitie zal deelnemen.

### Erelijst
kampioen Eerste klasse: 2005

## Bekende (Oud-)Spelers
- David Abdul
- Suently Alberto
- Ilias Alhaft
- Nassim Amaarouk
- Rensy Barradas
- Jacob van den Belt
- Daan Blij
- Gino Boers
- Tayren Bouwmeester
- Soufian Charraoui (jeugd)
- Driss El Akchaoui
- Giovanni Franken
- Frank Karreman
- Yurtcan Kayış
- Romario Kortzorg
- Rodny Lopes Cabral
- Patrick Lopes Martins da Veiga
- Ingmar Maayen
- Benjamin Martha
- Papito Merencia
- Ronny Nouwen
- Jordão Pattinama
- Brian Pinas
- Gregory Schaken
- Melvin Zaalman

## Bekende (oud-)trainers
- Henk den Boer (1966–1969)
- Cor van der Gijp (1971–1972)
- Cor Lems (2009, 2016)
- Dogan Corneille (2009)
- Jan Everse (2009–2010)
- Adri van Tiggelen (2013)
- Giovanni Franken (2013–2016, 2016–2018)
- Ronald Hulsbos (2018–2020)
- Kevin Vink (2020–2024)
- Jan van der Lugt (2024–)

## Trainingscomplex
De thuiswedstriden worden op het “Sportpark Ridderkerk” gespeeld. Sinds de zomer van 2014 bevat het park een hoofdveld van kunstgras. In 2020 is het sportpark verbouwd waarbij het oude hoofdveld verwijderd is. Het nieuwe hoofdveld ligt op een andere locatie. Verder beschikt het vernieuwde terrein over drie nieuwe kunstgras pupillen-/trainingsvelden, een kunstgrasveld en twee grasvelden.